# Ordem de Batalha de Gettysburg - União

## Comando do exército
Maj. Gal. George G. Meade
ESTADO MAIOR
- Chefe do Estado Maior: Major Gen. Daniel Butterfield (ferido)
- Comando de Engenheiros: Gal. Brig. Gouverneur K. Warren (ferido)
- Comando da Artilharia: Gal. Brig. Henry Hunt
- Ajudante de Ordens Geral: Gal. Brig. Seth Williams
- Comando da Intendência: Gal. Brig. Rufus Ingalls
- Diretor Médico: Dr. Jonathon Letterman
- Oficial de Sinalização: Cap. Lemuel B. Norton
- Oficial de Material Bélico (Ordnance): Lt. John R. Edie
- Preboste: Gal. Brig. Marsena Patrick
  - 93º Regimento de Infantaria de New York - Cel. John S. Crocker
  - 8º Regimento de Infantaria dos Estados Unidos (8 companhias) - Cap. Edwin W.H. Read
  - 2º Regimento de Cavalaria de Pensilvânia - Cel. R. Butler Price
  - 6º Regimento de Cavalaria de Pensilvânia  (Companhias E e I) - Cap. Emlen N. Carpenter, Cap. James Starr

- Guarda do Quartel Geral: Companhia C, 32º Regimento de Infantaria de Massachusetts - Cap. Josiah C. Fuller

- Escolta do Quartel Geral: Cavalaria de Oneida (NY) - Cap. Daniel P. Mann

Brigada de Engenharia - Gal. Brig. Henry W. Benham
- 15º Regimento de Engenharia de New York - Maj. Walter L. Cassin
- 50º Regimento de Engenharia de New York - Cel. William H. Pettes
- Batalhão de Engenharia dos Estados Unidos - Cap. George H. Mendell

## Primeiro corpo do exército
Maj. Gal. John F. Reynolds (morto), Maj. Gal. Abner Doubleday, Maj. Gal. John Newton
- Escolta: Companhia L, 1º Regimento de Cavalaria de Maine - Cap. Constatine Taylor

PRIMEIRA DIVISÃO - Gal. Brig. James S. Wadsworth

Primeira Brigada ("Iron Brigade") - Gal. Brig. Solomon Meredith (ferido); Cel. William W. Robinson.
- 19º Regimento de Infantaria de Indiana - Cel. Samuel J. Williams
- 24º Regimento de Infantaria de Michigan - Cel. Henry A. Morrow (ferido), Cap. Albert M. Edwards
- 2º Regimento de Infantaria de Wisconsin - Cel. Lucius Fairchild (ferido), Maj. John Mansfield (ferido), Cap. George H. Otis
- 6º Regimento de Infantaria de Wisconsin - Ten. Cel. Rufus R. Dawes
- 7º Regimento de Infantaria de Wisconsin - Cel. William W. Robinson, Maj. Mark Finnicum

Segunda Brigada - Gal. Brig. Lysander Cutler
- 7º Regimento de Infantaria de Indiana - Cel. Ira G. Grover
- 76º Regimento de Infantaria de New York - Maj. Andrew J. Grover (morto), Cap. John E. Cook
- 84º Regimento de Infantaria de New York (14º Militia) - Cel. Edward B. Fowler
- 95º Regimento de Infantaria de New York - Cel. George H. Biddle (ferido), Maj. Edward Pye
- 147º Regimento de Infantaria de New York - Ten. Cel. Francis C. Miller (ferido), Maj. George Harney
- 56º Regimento de Infantaria de Pensilvânia (9 companhias) - Cel. J. William Hoffman

SEGUNDA DIVISÃO - Gal. Brig. John C. Robinson

Primeira Brigada - Brig. General Gabriel R. Paul (ferido), Cel. Samuel H. Leonard (ferido), Cel. Adrian R. Root (ferido), Cel. Richard Coulter (ferido), Cel. Peter Lyle
- 16º Regimento de Infantaria de Maine - Cel. Charles W. Tilden, Maj. Archibald D Leavitt
- 13º Regimento de Infantaria de Massachusetts - Cel. Samuel H. Leonard, Ten. Cel. N. Walter Batchelder
- 94º Regimento de Infantaria de New York - Cel. Adrian R. Root, Maj. Samuel A. Moffett
- 104º Regimento de Infantaria de New York - Cel. Gilbert G. Prey
- 107º Regimento de Infantaria de Pensilvânia - Ten. Cel. James M. MacThomson (ferido), Cap. Emanuel D. Roath

Segunda Brigada - Gal. Brig. Henry Baxter
- 12º Regimento de Infantaria de Massachusetts - Cel. James L. Bates (ferido), Ten. Cel. David Allen, Jr.
- 83º Regimento de Infantaria de New York (9º Militia) - Ten. Cel. Joseph A. Moesch
- 97º Regimento de Infantaria de New York - Cel. Charles Wheelock (ferido / capturado), Maj. Charles Northrup
- 11º Regimento de Infantaria de Pensilvânia - Cel. Richard Coulter, Cap. Benjamin F. Haines (ferido), Cap. John B. Overmyer
- 88º Regimento de Infantaria de Pensilvânia - Maj. Benezet F. Foust (ferido), Cap. Edmund A. Mass (capturado), Cap. Henry Whiteside
- 90º Regimento de Infantaria de Pensilvânia - Cel. Peter Lyle, Maj. Alfred J. Sellers (MOH)

TERCEIRA DIVISÃO - Maj. Gal. Abner Doubleday, Gal. Brig. Thomas A. Rowley

Primeira Brigada - Gal. Brig. Thomas A. Rowley, Cel. Chapman Biddle
- 80º Regimento de Infantaria de New York (20º Militia) - Cel. Theodore B. Gates
- 121º Regimento de Infantaria de Pensilvânia - Cel. Chapman Biddle, Maj. Alexander Biddle
- 142º Regimento de Infantaria de Pensilvânia - Cel. Robert P. Cummins (mortalmente ferido), Ten. Cel. A. B. McCalmont
- 151º Regimento de Infantaria de Pensilvânia - Ten. Cel. George F. McFarland (ferido), Cap. Walter F. Owens, Cel. Harrison Allen

Segunda Brigada ("Bucktail Brigade") - Cel. Roy Stone (ferido), Cel. Langhorne Wister (ferido), Cel. Edmund L. Dana
- 143º Regimento de Infantaria de Pensilvânia - Cel. Edmund L. Dana, Ten. Cel. John D. Musser
- 149º Regimento de Infantaria de Pensilvânia - Ten. Cel. Walton Dwight (ferido), Cap. James Glenn
- 150º Regimento de Infantaria de Pensilvânia - Cel. Langhorne Wister (ferido), Ten. Cel. Henry S. Huidekoper (ferido), Cap. Cornelius C. Widdis

Terceira Brigada (Segunda Brigada de Vermont) - Gal. Brig. George J. Stannard (ferido), Cel. Francis V. Randall
- 12º Regimento de Infantaria de Vermont - Cel. Asa Blunt
- 13º Regimento de Infantaria de Vermont - Cel. Francis V. Randall, Maj. Joseph J. Boynton, Ten. Cel. William D. Munson (ferido)
- 14º Regimento de Infantaria de Vermont - Cel. William T. Nichols
- 15º Regimento de Infantaria de Vermont - Cel. Redfield Proctor
- 16º Regimento de Infantaria de Vermont - Cel. Wheelock G. Veazey (MOH)

Brigada de Artilharia - Cel. Charles S. Wainwright
- 2ª Bateria (B), Regimento de Artilharia Ligeira de Maine - Cap. James A. Hall
- 5ª Bateria (E), Regimento de Artilharia Ligeira de Maine - Cap. Greenleaf T. Stevens (ferido), Lt. Edward N. Whittier
- Baterias B e L, 1º Regimento de Artilharia Ligeira de New York - Cap. Gilbert H. Reynolds (ferido), Lt. George Breck
- Bateria B, 1º Regimento de Artilharia Ligeira de Pennsylvania - Cap. James H. Cooper
- Bateria B, 4º  Regimento de Artilharia dos Estados Unidos, Bateria B - Lt. James Stewart

## Segundo corpo do exército
Maj. Gal. Winfield S. Hancock (ferido), Gal. Brig. John Gibbon (ferido)
- Escolta: Companhias D e K, 6º Regimento de Cavalaria de New York - Cap. Riley Johnson

PRIMEIRA DIVISÃO - Gal. Brig. John C. Caldwell

Primeira Brigada - Cel. Edward E. Cross (mortalmente ferido), Cel. H. Boyd McKeen
- 5º Regimento de Infantaria de New Hampshire - Ten. Cel. Charles E. Hapgood
- 61º Regimento de Infantaria de New York - Cel. K. Oscar Broady
- 81º Regimento de Infantaria de Pensilvânia - Ten. Cel. Amos Stroh
- 148º Regimento de Infantaria de Pensilvânia - Cel. H. Boyd McKeen, Ten. Cel. Robert McFarlane

Segunda Brigada ("Irish Brigade") - Cel. Patrick Kelly
- 28º Regimento de Infantaria de Massachusetts - Cel. Richard Byrnes
- 63º Regimento de Infantaria de New York (2 companhias) - Ten. Cel. Richard C. Bentley (ferido), Cap. Thomas Touhy
- 69º Regimento de Infantaria de New York (2 companhias) - Cap. Richard Moroney (ferido), Lt. James J. Smith
- 88º Regimento de Infantaria de New York (2 companhias) - Cap. Denis F. Burke
- 116º Regimento de Infantaria de Pensilvânia (4 companhias) - Maj. St. Clair A. Mulholland

Terceira Brigada - Brig. General Samuel K. Zook (mortalmente ferido), Lieut. Cel. John Fraser
- 52º Regimento de Infantaria de New York - Ten. Cel. Charles G. Freudenberg (ferido), Maj. Edward Venuit (morto), Cap. William Scherrer
- 57º Regimento de Infantaria de New York - Ten. Cel. Alford B. Chapman
- 66º Regimento de Infantaria de New York - Cel. Orlando H. Morris (ferido), Ten. Cel. John S. Hammell (ferido), Maj. Peter Nelson
- 140º Regimento de Infantaria de Pensilvânia - Cel. Richard P. Roberts (morto), Ten. Cel. John Fraser

Quarta Brigada - Cel. John R. Brooke (ferido)
- 27º Regimento de Infantaria de Connecticut (2 companhias) - Ten. Cel. Henry C. Merwin (morto) , Maj. James H. Coburn
- 2º Regimento de Infantaria de Delaware - Cel. William P. Bailey, Cap. Charles H. Christman
- 64º Regimento de Infantaria de New York - Cel. Daniel G. Bingham (ferido), Maj. Leman W. Bradley
- 53º Regimento de Infantaria de Pensilvânia - Ten. Cel. Richard McMichael
- 145º Regimento de Infantaria de Pensilvânia (7 companhias) - Cel. Hiram L. Brown (ferido), Cap. John W. Reynolds (ferido), Cap. Moses W. Oliver

SEGUNDA DIVISÃO - Gal. Brig. John Gibbon (ferido), Gal. Brig. William Harrow

Primeira Brigada - Gal. Brig. William Harrow, Cel. Francis E. Heath
- 19º Regimento de Infantaria de Maine - Cel. Francis E. Heath (ferido),  Ten. Cel. Henry W. Cunningham
- 15º Regimento de Infantaria de Massachusetts - Cel. George H. Ward (mortalmente ferido), Ten. Cel. George C. Joslin
- 1º Regimento de Infantaria de Minnesota  - Cel. William C. Colvill, Jr., Cap. Nathan S. Messick (morto), Cap. Henry C. Coates
- 82º Regimento de Infantaria de New York (2º Militia) - Ten. Cel. James Huston (morto), Cap. John Darrow

Segunda Brigada ("Philadelphia Brigade") - Gal. Brig. Alexander S. Webb
- 69º Regimento de Infantaria de Pensilvânia - Cel. Dennis O'Kane (mortalmente ferido), Cap. William Davis
- 71º Regimento de Infantaria de Pensilvânia - Cel. Richard Penn Smith
- 72º Regimento de Infantaria de Pensilvânia - Cel. De Witt C. Baxter (s), Ten. Cel. Theodore Hesser
- 106º Regimento de Infantaria de Pensilvânia - Ten. Cel. William L. Curry

Terceira Brigada - Cel. Norman J. Hall
- 59º  Regimento de Infantaria de New York - Ten. Cel. Max A. Thoman (mortalmente ferido), Cap. William McFadden
- 19º Regimento de Infantaria de Massachusetts - Cel. Arthur F. Devereaux
- 20º Regimento de Infantaria de Massachusetts - Cel. Paul J. Revere (mortalmente ferido), Ten. Cel. George N. Macy (ferido), Cap. Henry L. Abbott
- 7º Regimento de Infantaria de Michigan - Ten. Cel. Amos E. Steele, Jr. (morto), Maj. Sylvanus W. Curtis
- 42º Regimento de Infantaria de New York - Cel. James E. Mallon

- Destacado:  1º Companhia de Atiradores de Escol de Massachusetts - Cap. William Plummer, Lt. Emerson L. Bicknell

TERCEIRA DIVISÃO - Brig. General Alexander Hays

Primeira Brigada - Cel. Samuel S. Carroll
- 14º Regimento de Infantaria de Indiana - Cel. John Coons
- 4º Regimento de Infantaria de Ohio - Ten. Cel. Leonard W. Carpenter
- 8º Regimento de Infantaria de Ohio - Ten. Cel. Franklin Sawyer
- 7º Regimento de Infantaria de Virgínia Ocidental - Ten. Cel. Jonathan H. Lockwood

Segunda Brigada - Cel. Thomas A. Smyth (ferido), Ten. Cel. Francis E. Pierce
- 14º Regimento de Infantaria de Connecticut - Maj. Theodore G. Ellis
- 1º Regimento de Infantaria de Delaware - Ten. Cel. Edward P. Harris, Cap. Thomas B. Hizar (ferido), Lieut. William Smith (morto), Lt. John D. Dent
- 12º Regimento de Infantaria de New Jersey - Maj. John T. Hill
- 10º Batalhão de Infantaria de New York - Maj. George F. Hopper
- 108º Regimento de Infantaria de New York - Ten. Cel. Francis E. Pierce

Terceira Brigada - Cel. George L. Willard (morto), Cel. Eliakim Sherrill (mortalmente ferido), Lieut. Cel. James L. Bull
- 39º Regimento de Infantaria de New York (4 companhias) - Maj. Hugo Hildebrandt
- 111º Regimento de Infantaria de New York - Cel. Clinton D. MacDougall (ferido), Ten. Cel. Isaac M. Lusk (ferido), Cap. Aaron B. Seeley
- 125º Regimento de Infantaria de New York - Ten. Cel. Levin Crandall
- 126º Regimento de Infantaria de New York - Cel. Eliakim Sherrill, Ten. Cel. James L. Bull

Brigadade Artilharia - Cap. John G. Hazard
- Bateria G, 1º Regimento de Artilharia Ligeira de New York e 14º New York Bateria - Cap. James K. Rorty (morto), Lt. Albert S. Sheldon (ferido), Lt. Robert E. Rogers
- Bateria A, 1º Artilharia de Rhode Island - Cap. William A. Arnold
- Bateria B, 1º Artilharia de Rhode Island - Lt. T. Fred Brown
- Bateria I, 1º  Regimento de Artilharia dos Estados Unidos - Lt. George A. Woodruff (mortalmente ferido), Lieut. Tully McCrea
- Bateria A, 4º  Regimento de Artilharia dos Estados Unidos - Lt. Alonzo H. Cushing (morto), Sgt. Frederick Fuger

## Terceiro corpo do exército
Maj. Gal. Daniel E. Sickles (ferido), Maj. Gal. David B. Birney (ferido)

PRIMEIRA DIVISÃO - Maj. Gal. David B. Birney, Gal. Brig. J. H. Hobart Ward

Primeira Brigada - Gal. Brig. Charles K. Graham (ferido e capturado), Cel. Andrew H. Tippin
- 57º Regimento de Infantaria de Pensilvânia(8 companhias) - Cel. Peter Sides (ferido), Cap. Alanson H. Nelson
- 63º Regimento de Infantaria de Pensilvânia - Maj. John A. Danks
- 68º Regimento de Infantaria de Pensilvânia - Cel. Andrew H. Tippin, Cap. Milton S. Davis
- 105º Regimento de Infantaria de Pensilvânia - Cel. Calvin A. Craig
- 114º Regimento de Infantaria de Pensilvânia - Ten. Cel. Frederick F. Cavada (ferido), Cap. Edward R. Bowen
- 141º Regimento de Infantaria de Pensilvânia - Cel. Henry J. Madill

Segunda Brigada - Gal. Brig. J. H. Hobart Ward, Cel. Hiram Berdan
- 20º Regimento de Infantaria de Indiana - Cel. John Wheeler (mortalmente ferido) , Ten. Cel. William C. L. Taylor
- 3º Regimento de Infantaria de Maine - Cel. Moses B. Lakeman
- 4º Regimento de Infantaria de Maine - Cel. Elijah Walker, Cap. Edward Libby
- 86º Regimento de Infantaria de New York - Ten. Cel. Benjamin L. Higgins
- 124º Regimento de Infantaria de New York - Cel. Van Horne Ellis (morto), Ten. Cel. Francis L. Cummins
- 99º Regimento de Infantaria de Pensilvânia - Maj. John W. Moore
- 1º Regimento de Atiradores de Escol dos Estados Unidos (“1st U.S. Shrapshooters”) - Cel. Hiram Berdan, Ten. Cel. Casper Trepp
- 2º Regimento de Atiradores de Escol dos Estados Unidos (“2nd U.S. Shrapshooters”), 8 companhias - Maj. Homer R. Stoughton

Terceira Brigada - Cel. P. Regis de Trobriand
- 17º Regimento de Infantaria de Maine - Ten. Cel. Charles B. Merrill
- 3º Regimento de Infantaria de Michigan - Cel. Byron R. Pierce (ferido); Ten. Cel. Edward S. Pierce
- 5º Regimento de Infantaria de Michigan - Ten. Cel. John Pulford (ferido)
- 40º Regimento de Infantaria de New York - Cel. Thomas W. Egan (ferido)
- 110º Pennsylvania (6 companhias) - Ten. Cel. David M. Jones (ferido), Maj. Isaac Rogers

SEGUNDA DIVISÃO - Gal. Brig. Andrew A. Humphreys

Primeira Brigada - Gal. Brig. Joseph B. Carr
- 1º Regimento de Infantaria de Massachusetts - Ten. Cel. Clark B. Baldwin
- 11º Regimento de Infantaria de Massachusetts - Ten. Cel. Porter D. Tripp
- 16º Regimento de Infantaria de Massachusetts - Ten. Cel. Waldo Merriam (ferido), Cap. Matthew Donovan
- 12º Regimento de Infantaria de New Hampshire - Cap. John F. Langley
- 11º Regimento de Infantaria de New Jersey - Cel. Robert McAllister (ferido), Cap. Luther Martin (morto), Cap. William H. Lloyd (ferido), Cap. Samuel T. Sleeper, Lt. John Schoonover (ferido)
- 26º Regimento de Infantaria de Pensilvânia - Maj. Robert L. Bodine
- 84º Regimento de Infantaria de Pensilvânia - Ten. Cel. Milton Opp (Train guard, not present at Gettysburg)

Segunda Brigada - Cel. William R. Brewster
- 70º Regimento de Infantaria de New York - Cel. J. Egbert Farnum
- 71º Regimento de Infantaria de New York - Cel. Henry L. Potter (ferido)
- 72º Regimento de Infantaria de New York - Cel. John S. Austin (ferido), Ten. Cel. John Leonard
- 73º Regimento de Infantaria de New York - Maj. Michael W. Burns
- 74º Regimento de Infantaria de New York - Ten. Cel. Thomas Holt
- 120º Regimento de Infantaria de New York - Ten. Cel. Cornelius D. Westbrook (ferido), Maj. John R. Tappen

Terceira Brigada - Cel. George C. Burling
- 2º Regimento de Infantaria de New Hampshire - Cel. Edward L. Bailey (ferido)
- 5º Regimento de Infantaria de New Jersey - Cel. William J. Sewell (ferido), Cap. Thomas C. Godfrey, Cap. Henry H. Woolsey (ferido)
- 6º Regimento de Infantaria de New Jersey - Ten. Cel. Stephen R. Gilkyson
- 7º Regimento de Infantaria de New Jersey - Cel. Louis R. Francine (mortalmente ferido), Maj. Fred Cooper
- 8º Regimento de Infantaria de New Jersey - Cel. John Ramsey (ferido),  Cap. John G. Langston
- 115º Regimento de Infantaria de Pensilvânia - Maj. John P. Dunne

Brigadade Artilharia - Cap. George E. Randolph (ferido), Cap. A. Judson Clark
- Bateria B, 1º Regimento de Artilharia Ligeira de New Jersey - Cap. A. Judson Clark, Lt. Robert Sims
- Bateria D, 1º Regimento de Artilharia Ligeira de New York - Cap. George B. Winslow
- 4ª Bateria Independente de New York - Cap. James E. Smith
- Bateria E, 1º Regimento de Artilharia Ligeira de Rhode Island - Lt. John K. Bucklyn (ferido), Lt. Benjamin Freeborn (ferido)
- Bateria K, 4º  Regimento de Artilharia dos Estados Unidos - Lt. Francis W. Seeley (ferido), Lt.  Robert James

## Quinto corpo do exército
Maj. Gal. George Sykes

PRIMEIRA DIVISÃO - Gal. Brig. James Barnes, Gal. Brig. Charles Griffin

Primeira Brigada - Cel. Williams S. Tilton
- 18º Regimento de Infantaria de Massachusetts - Cel. Joseph Hayes
- 22º Regimento de Infantaria de Massachusetts - Ten. Cel. Thomas Sherwin, Jr.
- 1º Regimento de Infantaria - Cel. Ira C. Abbott (ferido), Ten. Cel. William A. Throop
- 118º Regimento de Infantaria de Pensilvânia - Ten. Cel. James Gwyn

Segunda Brigada - Cel. Jacob B. Sweitzer
- 9º Regimento de Infantaria de Massachusetts - Cel. Patrick R. Guiney
- 32º Regimento de Infantaria de Massachusetts - Cel. George L. Prescott
- 4º Regimento de Infantaria de Michigan - Cel. Harrison H. Jeffords (mortalmente ferido),  Ten. Cel. George W. Lumbard
- 62º Regimento de Infantaria de Pensilvânia - Ten. Cel. James C. Hull

Terceira Brigada - Cel. Strong Vincent (mortalmente ferido), Cel. James C. Rice
- 20º Regimento de Infantaria de Maine - Cel. Joshua L. Chamberlain
- 16º Regimento de Infantaria de Michigan - Ten. Cel. Norval E. Welch
- 44º Regimento de Infantaria de New York - Cel. James C. Rice, Ten. Cel. Freeman Conner
- 83º Regimento de Infantaria de Pensilvânia - Cap. Orpeus S. Woodward

SEGUNDA DIVISÃO - Gal. Brig. Romeyn B. Ayres

Primeira Brigada - Cel. Hannibal Day
- 3º Regimento de Infantaria dos Estados Unidos (6 companhias) - Cap. Henry W. Freedley (ferido) , Cap. Richard G. Lay
- 4º Regimento de Infantaria dos Estados Unidos (4 companhias) - Cap. Julius W. Adams, Jr.
- 6º Regimento de Infantaria dos Estados Unidos (5 companhias) - Cap. Levi C. Bootes
- 12º Regimento de Infantaria dos Estados Unidos (8 companhias) - Cap. Thomas S. Dunn
- 14º Regimento de Infantaria dos Estados Unidos (8 companhias) - Maj. Grotius R. Giddings

Segunda Brigada - Cel. Sidney Burbank
- 2º Regimento de Infantaria dos Estados Unidos (6 companhias) - Maj. Arthur T. Lee (ferido), Cap. Samuel A. McKee
- 7º Regimento de Infantaria dos Estados Unidos (4 companhias) - Cap. David P. Hancock
- 10º Regimento de Infantaria dos Estados Unidos (3 companhias) - Cap. William Clinton
- 11º Regimento de Infantaria dos Estados Unidos (6 companhias) - Maj. DeLancey Floyd - Jones
- 17º Regimento de Infantaria dos Estados Unidos (7 companhias) - Ten. Cel. J. Durell Greene

Terceira Brigada - Gal. Brig. Stephen H. Weed (mortalmente ferido), Cel. Kenner Garrard
- 140º Regimento de Infantaria de New York - Cel. Patrick O'Rorke(morto), Ten. Cel. Louis Ernst
- 146º Regimento de Infantaria de New York - Cel. Kenner Garrard, Ten. Cel. David T. Jenkins
- 91º Regimento de Infantaria de Pensilvânia - Ten. Cel. Joseph H. Sinex
- 155º Regimento de Infantaria de Pensilvânia - Ten. Cel. John H. Cain

TERCEIRA DIVISÃO - Gal. Brig. Samuel W. Crawford

Primeira Brigada - Cel. William McCandless
- 1º Regimento de Reservas da Pensilvânia (9 companhias) - Cel. William C. Talley
- 2º Regimento de Reservas da Pensilvânia - Ten. Cel. George A. Woodward
- 6º Regimento de Reservas da Pensilvânia - Ten. Cel. Wellington H. Ent
- 13º Regimento de Reservas da Pensilvânia - Cel. Charles F. Taylor (morto), Maj. William R. Hartshorne

Terceira Brigada - Cel. Joseph W. Fisher
- 5º Regimento de Reservas da Pensilvânia - Ten. Cel. George Dare
- 9º Regimento de Reservas da Pensilvânia - Lt. James McK. Snodgrass
- 10º Regimento de Reservas da Pensilvânia - Cel. Adoniram J. Warner
- 11º Regimento de Reservas da Pensilvânia - Cel. Samuel M. Jackson
- 12º Regimento de Reservas da Pensilvânia (9 companhias) - Cel. Martin D. Hardin

Brigadade Artilharia - Cap. Augustus P. Martin
- Bateria C, 3º Regimento de Artilharia Ligeira de Massachusetts - Lt. Aaron F. Walcott
- Bateria C, 1º Regimento de Artilharia Ligeira de New York - Cap. Almont Barnes
- Bateria L, 1º Regimento de Artilharia Ligeira de Ohio - Cap. Frank C. Gibbs
- Bateria D, 5º  Regimento de Artilharia dos Estados Unidos - Lt. Charles E. Hazlett (morto), Lieut. Benjamin F. Rittenhouse
- Bateria I, 5º  Regimento de Artilharia dos Estados Unidos - Lt. Malbone F. Watson (ferido), Lt. Charles C. MacConnell

## Sexto corpo do exército
Maj. Gal. John Sedgwick

PRIMEIRA DIVISÃO - Gal. Brig. Horatio G. Wright

Primeira Brigada - Gal. Brig. Alfred T. A. Torbert
- 1º Regimento de Infantaria de New Jersey - Ten. Cel. William Henry, Jr.
- 2º Regimento de Infantaria de New Jersey - Ten. Cel. Charles Wiebecke
- 4º Regimento de Infantaria de New Jersey (7 companhias) - Maj. Charles Ewing (em guarda de trem de suprimentos,  não presente na batalha)
- 3º Regimento de Infantaria de New Jersey - Cel. Henry W. Brown
- 15º Regimento de Infantaria de New Jersey - Cel. William H. Penrose

Segunda Brigada - Gal. Brig. Joseph J. Bartlett
- 5º Regimento de Infantaria de Maine - Cel. Clark S. Edwards
- 121º Regimento de Infantaria de New York - Cel. Emory Upton
- 95º Regimento de Infantaria de Pensilvânia - Ten. Cel. Edward Carroll
- 96º Regimento de Infantaria de Pensilvânia - Maj. William H. Lessig

Terceira Brigada - Gal. Brig. David A. Russell
- 6º Regimento de Infantaria de Maine - Cel. Hiram Burnham
- 49º Regimento de Infantaria de Pensilvânia(4 companhias) - Ten. Cel. Thomas L. Hulings
- 119º Regimento de Infantaria de Pensilvânia - Cel. Peter S. Ellmaker
- 5º Regimento de Infantaria de Wisconsin - Cel. Thomas S. Allen

SEGUNDA DIVISÃO - Gal. Brig. Albion P. Howe

Segunda Brigada (Primeira Brigada de Vermont) - Cel. Lewis A. Grant
- 2º Regimento de Infantaria de Vermont - Cel. James H. Walbridge
- 3º Regimento de Infantaria de Vermont - Cel. Thomas O. Seaver
- 4º Regimento de Infantaria de Vermont - Cel. Charles B. Stoughton
- 5º Regimento de Infantaria de Vermont - Ten. Cel. John R. Lewis
- 6º Regimento de Infantaria de Vermont - Cel. Elisha L. Barney

Terceira Brigada - Gal. Brig. Thomas H. Neill
- 7º Regimento de Infantaria de Maine (6 companhias) - Ten. Cel. Selden Connor
- 33º Regimento de Infantaria de New York (destacado) - Cap. Henry J. Gifford
- 43º Regimento de Infantaria de New York - Ten. Cel. John Wilson
- 49º Regimento de Infantaria de New York - Cel. Daniel D. Bidwell
- 77º Regimento de Infantaria de New York - Ten. Cel. Winsor B. French
- 61º Regimento de Infantaria de Pensilvânia - Ten. Cel. George F. Smith

TERCEIRA DIVISÃO - Maj. Gal. John Newton, Gal. Brig. Frank Wheaton

Primeira Brigada - Gal. Brig. Alexander Shaler
- 65º Regimento de Infantaria de New York - Cel. Joseph E. Hamblin
- 67º Regimento de Infantaria de New York - Cel. Nelson Cross
- 122º Regimento de Infantaria de New York - Cel. Silas Titus
- 23º Regimento de Infantaria de Pensilvânia - Ten. Cel. John F. Glenn
- 82º Regimento de Infantaria de Pensilvânia - Cel. Isaac C. Bassett

Segunda Brigada - Cel. Henry L. Eustis
- 7º Regimento de Infantaria de Massachusetts - Ten. Cel. Franklin P. Harrow
- 10º Regimento de Infantaria de Massachusetts - Ten. Cel. Joseph B. Parsons
- 37º Regimento de Infantaria de Massachusetts - Cel. Oliver Edwards
- 2º Regimento de Infantaria de Rhode Island - Cel. Horatio Rogers, Jr.

Terceira Brigada - Gal. Brig. Frank Wheaton, Cel. David J. Nevin
- 62º Regimento de Infantaria de New York - Cel. David J. Nevin
- 93º Regimento de Infantaria de Pensilvânia - Maj. John I. Nevin
- 98º Regimento de Infantaria de Pensilvânia - Maj. John B. Kohler
- 139º Regimento de Infantaria de Pensilvânia - Cel. Fredrick H. Collier

Brigadade Artilharia - Cel. Charles H. Tompkins
- Bateria A, 1º Regimento de Artilharia Ligeira de Massachusetts - Cap. William H. McCartney
- 1ª Bateria Independente de New York - Cap. Andrew Cowan
- 3ª Bateria Independente de New York - Cap. William A. Harn
- Bateria C, 1º Regimento de Artilharia Ligeira de Rhode Island - Cap. Richard Waterman
- Bateria G, 1º Regimento de Artilharia Ligeira de Rhode Island - Cap. George A. Adams
- Bateria D, 2º  Regimento de Artilharia dos Estados Unidos - Lt. Edward B. Williston
- Bateria G, 2º  Regimento de Artilharia dos Estados Unidos - Lt. John H. Butler
- Bateria F, 5º  Regimento de Artilharia dos Estados Unidos - Lt. Leonard Martin

## Décimo primeiro corpo do exército
Maj. Gal. Oliver O. Howard, Maj. Gal. Carl Schurz

PRIMEIRA DIVISÃO - Gal. Brig. Francis C. Barlow (ferido), Gal. Brig. Adelbert Ames
Primeira Brigada - Cel. Leopold von Gilsa
- 41º Regimento de Infantaria de New York (9 companhias) - Ten. Cel. Detleo Von Einsiedal
- 54º Regimento de Infantaria de New York - Maj. Stephen Kovacs (capturado), Lt. Ernst Both
- 68º Regimento de Infantaria de New York - Cel. Gotthilf Bourry
- 153º Regimento de Infantaria de Pensilvânia - Maj. John F. Frueauff

Segunda Brigada - Gal. Brig. Adelbert Ames, Cel. Andrew L. Harris
- 17º Regimento de Infantaria de Connecticut - Ten. Cel. Douglas Fowler (morto), Maj. Allen G. Brady
- 25º Regimento de Infantaria de Ohio - Ten. Cel. Jeremiah Williams (capturado), Cap. Nathaniel J. Manning (ferido), Lt. William Maloney, Lt. Israel White
- 75º Regimento de Infantaria de Ohio - Cel. Andrew L. Harris, Cap. George B. Fox
- 107º Regimento de Infantaria de Ohio - Cel. Seraphim Meyer, Cap. John M. Lutz

SEGUNDA DIVISÃO - Gal. Brig. Adolph von Steinwehr

Primeira Brigada - Cel. Charles R. Coster
- 134º Regimento de Infantaria de New York - Ten. Cel. Allan H. Jackson
- 154º Regimento de Infantaria de New York - Ten. Cel. Daniel B. Allen
- 27º Regimento de Infantaria de Pensilvânia - Ten. Cel. Lorenz Cantador
- 73º Regimento de Infantaria de Pensilvânia - Cap. Daniel F. Kelley

Segunda Brigada - Cel. Orlando Smith
- 33º Regimento de Infantaria de Massachusetts - Cel. Adin B. Underwood
- 136º Regimento de Infantaria de New York - Cel. James Wood, Jr.
- 55º Regimento de Infantaria de Ohio - Cel. Charles B. Gambee
- 73º Regimento de Infantaria de Ohio - Ten. Cel. Richard Long

TERCEIRA DIVISÃO - Maj. Gal. Carl Schurz, Gal. Brig. Alexander Schimmelfennig

Primeira Brigada - Gal. Brig. Alexander Schimmelfennig (m), Cel. George Von Amsberg
- 82º Regimento de Infantaria de Illinois - Cel. Edward S. Salomon
- 45º Regimento de Infantaria de New York - Cel. George Von Amsberg, Ten. Cel. Adophus Dobke
- 157º Regimento de Infantaria de New York - Cel. Philip P. Brown, Jr.
- 61º Regimento de Infantaria de Ohio - Cel. Stephen J. McGroarty
- 74º Regimento de Infantaria de Pensilvânia - Cel. Adolph Von Hartung, Ten. Cel. Alexander von Mitzel (ferido), Cap. Gustav Schleiter, Cap. Henry Krauseneck

Segunda Brigada - Cel. Wladimir Krzyzanowski
- 58º Regimento de Infantaria de New York - Ten. Cel. August Otto (ferido), Cap. Emil Koenig
- 119º Regimento de Infantaria de New York - Cel. John T. Lockman (ferido), Ten. Cel. Edward F. Lloyd
- 82º Regimento de Infantaria de Ohio - Cel. James S. Robinson (ferido), Ten. Cel. David Thomson
- 75º Regimento de Infantaria de Pensilvânia - Cel. Francis Mahler (mortalmente ferido), Major August Ledig
- 26º Regimento de Infantaria de Wisconsin - Ten. Cel. Hans Boebel (ferido), Cap. John W. Fuchs

Brigadade Artilharia - Maj. Thomas W. Osborn
- Bateria I, 1º Regimento de Artilharia Ligeira de New York - Cap. Michael Weidrich
- 13ª Bateria Independente de New York - Lieut. William Wheeler
- Bateria I, 1º Regimento de Artilharia Ligeira de Ohio - Cap. Hubert Dilger
- Bateria K, 1º Regimento de Artilharia Ligeira de Ohio - Cap. Lewis Heckman
- Bateria G, 4º  Regimento de Artilharia dos Estados Unidos - Lt. Bayard Wilkeson (mortalmente ferido), Lt. Eugene A. Bancroft

### Décimo segundo comando do exército
Maj. Gal. Henry W. Slocum, Gal. Brig. Alpheus S. Williams

PRIMEIRA DIVISÃO - Gal. Brig. Alpheus S. Williams, Gal. Brig. Thomas H. Ruger

Primeira Brigada - Cel. Archibald L. McDougall
- 5º Regimento de Infantaria de Connecticut - Cel. Warren W. Packer
- 20º Regimento de Infantaria de Connecticut - Ten. Cel. William B. Wooster
- 3º Regimento de Infantaria de Maryland - Cel. Joseph M. Sudsburg
- 123º Regimento de Infantaria de New York - Ten. Cel. James C. Rogers, Cap. Adolphus H. Tanner
- 145º Regimento de Infantaria de New York - Cel. Edward J. Price
- 46º Regimento de Infantaria de Pensilvânia - Cel. James L. Selfridge

Segunda Brigada - Gal. Brig. Henry H. Lockwood
- 1º Regimento de Infantaria de Maryland , Potomac Home Brigade - Cel. William P. Maulsby
- 1º Regimento de Infantaria de Maryland , Eastern Shore - Cel. James Wallace
- 150º Regimento de Infantaria de New York - Cel. John H. Ketcham

Terceira Brigada - Gal. Brig. Thomas H. Ruger, Cel. Silas Colgrove
- 27º Regimento de Infantaria de Indiana - Cel. Silas Colgrove, Ten. Cel. John R. Fesler
- 2º Regimento de Infantaria de Massachusetts - Ten. Cel. Charles R. Mudge (morto), Maj. Charles F. Morse
- 13º Regimento de Infantaria de New Jersey - Cel. Ezra A. Carman
- 107º Regimento de Infantaria de New York - Cel. Nirom M. Crane
- 3º Regimento de Infantaria de Wisconsin - Cel. William Hawley

SEGUNDA DIVISÃO - Gal. Brig. John W. Geary

Primeira Brigada - Cel. Charles Candy
- 5º Regimento de Infantaria de Ohio - Cel. John H. Patrick
- 7º Regimento de Infantaria de Ohio - Cel. William R. Creighton
- 29º Regimento de Infantaria de Ohio - Cap. Wilbur F. Stevens (ferido), Cap. Edward Hayes
- 66º Regimento de Infantaria de Ohio - Lieut. Cel. Eugene Powell
- 28º Regimento de Infantaria de Pensilvânia - Cap. John H. Flynn
- 147º Regimento de Infantaria de Pensilvânia(8 companhias) - Ten. Cel. Ario Pardee, Jr.

Segunda Brigada - Cel. George A. Cobham, Jr., Gal. Brig. Thomas L. Kane
- 29º Regimento de Infantaria de Pensilvânia - Cel. William Rickards, Jr.
- 109º Regimento de Infantaria de Pensilvânia - Cap. Frederick L. Gimber
- 111º Regimento de Infantaria de Pensilvânia - Ten. Cel. Thomas L. Walker, Cel. George A. Cobham, Jr.

Terceira Brigada - Gal. Brig. George S. Greene
- 60º Regimento de Infantaria de New York - Cel. Abel Godard
- 78º Regimento de Infantaria de New York - Ten. Cel. Herbert Von Hammerstein
- 102º Regimento de Infantaria de New York - Cel. James C. Lane (ferido), Cap. Lewis R. Stegman
- 137º Regimento de Infantaria de New York - Cel. David Ireland
- 149º Regimento de Infantaria de New York - Cel. Henry A. Barnum, Ten. Cel. Charles B. Randall (ferido), Cap. Nicholas Grumbach

Brigadade Artilharia - Lt. Edward D. Muhlenberg
- Bateria M, 1º Regimento de Artilharia Ligeira de New York - Lt. Charles E. Winegar
- Bateria E, Regimento de Artilharia Ligeira Independente de Pennsylvania - Lt. Charles A. Atwell
- Bateria F, 4º  Regimento de Artilharia dos Estados Unidos - Lt. Sylvanus T. Rugg
- Bateria K, 5º  Regimento de Artilharia dos Estados Unidos - Lt. David H. Kinzie

## Corpo de cavalaria
Maj. Gal. Alfred Pleasonton

PRIMEIRA DIVISÃO - Gal. Brig. John Buford
Primeira Brigada - Cel. William Gamble
- 8º Regimento de Cavalaria de Illinois - Maj. John L. Beveridge
- 12º Regimento de Cavalaria de Illinois (6 companhias) - Cel. George H. Chapman
- 3º Regimento de Cavalaria de Indiana (6 companhias) - Cel. George H. Chapman
- 8º Regimento de Cavalaria de New York - Ten. Cel. William L. Markell

Segunda Brigada - Cel. Thomas C. Devin
- 6º Regimento de Cavalaria de New York - Maj. William E. Beardsley
- 9º Regimento de Cavalaria de New York - Cel. William Sackett
- 17º Regimento de Cavalaria de Pensilvânia - Cel. Josiah H. Kellogg
- 3º Regimento de Cavalaria de Virgínia Ocidental  (2 companhias) - Cap. Seymour B. Conger

Brigadade Reserva - Gal. Brig. Wesley Merritt
- 6º Regimento de Cavalaria de Pensilvânia - Maj. James H. Haseltine
- 1º Regimento de Cavalaria dos Estados Unidos - Cap. Richard S. C. Lord
- 2º Regimento de Cavalaria dos Estados Unidos - Cap. Theophilus F. Rodenbough
- 5º Regimento de Cavalaria dos Estados Unidos - Cap. Julius W. Mason
- 6º Regimento de Cavalaria dos Estados Unidos - Maj. Samuel H. Starr (ferido), Lt. Louis H. Carpenter,  Lt. Nicholas Nolan, Cap. Ira W. Claflin

SEGUNDA DIVISÃO - Gal. Brig. David McMurtrie Gregg

Primeira Brigada - Cel. John B. McIntosh
- 1º Regimento de Cavalaria de Maryland (11 companhias) - Ten. Cel. James M. Deems
- Legião Purnell (Maryland), Companhia (A) - Cap. Robert E. Duvall
- 1º Regimento de Cavalaria de Massachusetts - Lieut. Cel. Greely S. Curtis
- 1º Regimento de Cavalaria de New Jersey - Maj. Myron H. Beaumont
- 1º Regimento de Cavalaria de Pensilvânia - Cel. John P. Taylor
- 3º Regimento de Cavalaria de Pensilvânia - Ten. Cel. Edward S. Jones
- Bateria H (uma seção), 3º Regimento de Artilharia de Pensilvânia - Cap. William D. Rank

Segunda Brigada - Cel. Pennock Huey (#Em guarda de ferrovia, ausentes da Batalha#)
- 2º Regimento de Cavalaria de New York - Ten. Cel. Otto Harhaus
- 4º Regimento de Cavalaria de New York - Ten. Cel. Augustus Pruyn
- 6º Regimento de Cavalaria de Ohio  ( 10 companhias) - Maj. William Stedman
- 8º Regimento de Cavalaria de Pensilvânia - Cap. William Corrie

Terceira Brigada - Cel. J. Irvin Gregg
- 1º Regimento de Cavalaria de Maine  (10 companhias) - Ten. Cel. Charles H. Smith
- 10º Regimento de Cavalaria de New York - Maj. M. Henry Avery
- 4º Regimento de Cavalaria de Pensilvânia - Ten. Cel. William E. Doster
- 16º Regimento de Cavalaria de Pensilvânia - Ten. Cel. John K. Robinson

TERCEIRA DIVISÃO - Gal. Brig. Judson Kilpatrick, Cel. Nathaniel P. Richmond

Primeira Brigada - Gal. Brig. Elon J. Farnsworth
- 5º Regimento de Cavalaria de New York - Maj. John Hammond
- 18º Regimento de Cavalaria de Pensilvânia - Ten. Cel. William P. Brinton
- 1º Regimento de Cavalaria de Vermont - Ten. Cel. Addison W. Preston
- 1º Regimento de Cavalaria de Virgínia Ocidental  (10 companhias) - Cel. Nathaniel P. Richmond, Maj. Charles E. Capehart

Segunda Brigada - Gal. Brig. George A. Custer
- 1º Regimento de Cavalaria de Michigan - Cel. Charles H. Town
- 5º Regimento de Cavalaria de Michigan - Cel. Russell A. Alger
- 6º Regimento de Cavalaria de Michigan - Cel. George Gray
- 7º Regimento de Cavalaria de Michigan (10 companhias) - Cel. William D. Mann

ARTILHARIA MONTADA

Primeira Brigada - Cap. James M. Robertson
- 9ª Bateria de Michigan - Cap. Jabez J. Daniels
- 6ª Bateria Independente de New York - Cap. Joseph W. Martin
- Baterias B e L, 2º  Regimento de Artilharia dos Estados Unidos - Lt. Edward Heaton
- Bateria M, 2º  Regimento de Artilharia dos Estados Unidos - Lt. A. C. M. Pennington, Jr.
- Bateria E, 4º  Regimento de Artilharia dos Estados Unidos - Lt. Samuel S. Elder

Segunda Brigada - Cap. John C. Tidball
- Baterias E e G, 1º  Regimento de Artilharia dos Estados Unidos - Cap. Alanson M. Randol
- Bateria K, 1º  Regimento de Artilharia dos Estados Unidos - Cap. William M. Graham
- Bateria A, 2º  Regimento de Artilharia dos Estados Unidos - Lt. John H. Calef

## Reserva de artilharia
Gal. Brig. Robert O. Tyler, Cap. James M. Robertson
Primeira Brigada de Regulares - Cap. Dunbar R. Ransom
- Bateria H, 1º  Regimento de Artilharia dos Estados Unidos - Lt. Chandler P. Eakin
- Baterias F e K, 3º  Regimento de Artilharia dos Estados Unidos - Lt. John G. Turnbull
- Bateria C, 4º  Regimento de Artilharia dos Estados Unidos - Lt. Evan Thomas
- Bateria C, 5º  Regimento de Artilharia dos Estados Unidos - Lt. Gulian V. Weir (ferido)

Primeira Brigada de Voluntários - Ten. Cel. Freeman McGilvery
- 5ª Bateria, Regimento de Artilharia Ligeira de Massachusetts - Cap. Charles A. Phillips
- 9ª Bateria, Regimento de Artilharia Ligeira de Massachusetts - Cap. John Bigelow
- 15ª Bateria Independente de New York - Cap. Patrick Hart
- Baterias C e F, Artilharia Ligeira Independente da Pensilvânia - Cap. James Thompson

Segunda Brigada de Voluntários - Cap. Elijah D. Taft
- 2ª Bateria  de Connecticut - Cap. John W. Sterling
- 5ª Bateria Independente de New York - Cap. Elijah D. Taft,

Terceira Brigada de Voluntários - Cap. James F. Huntington
- 1ª Bateria, Regimento de Artilharia Ligeira de New Hampshire - Cap. Frederick M. Edgell
- Bateria H, 1º Regimento de Artilharia Ligeira de Ohio - Lt. George W. Norton
- Baterias F e G, 1º Regimento de Artilharia Ligeira de Pensilvânia - Cap. R. Bruce Ricketts
- Bateria C, 1º Regimento de Artilharia Ligeira de Virgínia Ocidental - Cap. Wallace Hill

Quarta Brigada de Voluntários - Cap. Robert H. Fitzhugh
- 6ª Bateria (F), Regimento de Artilharia Ligeira de Maine - -  Lt. Edwin B. Dow
- Bateria A, 1º Regimento de Artilharia Ligeira de Maryland - Cap. James H. Rigby
- Bateria A, 1º Regimento de Artilharia Ligeira de New Jersey - Lt. Agustin N. Parsons
- Bateria G, 1º Regimento de Artilharia Ligeira de New York - Cap. Nelson Ames
- Bateria K, 1º Regimento de Artilharia Ligeira de New York e 11ª Bateria Independente de New York - Cap. Robert H. Fitzhugh